# Inondation de 2012 à Yagoua
L’inondation de 2012 à Yagoua au Cameroun, est une catastrophe naturelle qui a débuté le 10 août 2012 dans la région de l'Extrême-Nord. L'afflux des eaux a été enregistré dans une vingtaine de localités situées dans deux communes du département du Mayo-Danay, Yagoua et Maga.

## Situation géographique
la commune de Yagoua est une commune du Cameroun située dans la région de l'Extrême-Nord, couvrant une superficie de 950 km2 . Elle est limitée à l’Ouest par la Commune de GUERE, 3 au Sud par la Commune de WINA, au Sud-est par les Communes de GUERE et GOBO, à l’Est par le fleuve Logone, frontière naturelle entre le Cameroun et la République du Tchad, au Nord par la commune de Vele, au NordOuest par la commune de Kalfou.

## Chronologie
Les pluies diluviennes de 2012 ont provoquées des crues très importantes dans les villages, champs et pâturages de la région du Nord-Cameroun. Des crues qui ont été aggravées par l’ouverture obligée des vannes du barrage de Lagdo près Garoua qui menaçait de céder sous la pression.

## Conséquences

### Matérielles, économiques et financières
Les producteurs de riz estiment chacun en moyenne l’équivalent de 200 sacs de riz. La vente des sacs les moins touchés par les eaux se fait à moitié prix.
La société d’expansion et de modernisation de la riziculture de Yagoua en abrégé SEMRY, estime les pertes à 25000 tonnes pour Maga et 20000 tonnes pour Yagoua.

## Gestion de la crise par les autorités
En 2013, par un accord de prêt avec la Banque mondiale, le gouvernement camerounais à travers le Ministère de l'économie, de la planification et de l'aménagement du territoire lance le Projet d’urgence de lutte contre les inondations en abrégé PULCI.